# Waldbillig
Waldbillig (luxembourgsk: Waldbëlleg) er en kommune og et byområde i Luxembourg. Kommunen, som har et areal på 23,28 km², ligger i kantonen Echternach i distriktet Grevenmacher. I 2005 havde kommunen 1.296 indbyggere. 
49°47′45″N 6°17′10″Ø / 49.7958°N 6.2861°Ø